# Тарасов, Юрий Владимирович
Юрий Владимирович Тарасов (8 июня 1923 — 7 января 1950, Кольцово) — советский спортсмен, игравший в хоккей с мячом (нападающий) и футбол (полузащитник). Мастер спорта СССР. Член ВКП(б).
Брат хоккейного тренера Анатолия Тарасова.

## Биография
Начал играть в хоккей с мячом и футбол в Москве в 1938 году в «Динамо». Участник Великой Отечественной войны.
В 1944—1947, 1948—1950 годах играл в командах Московского авиатехнического училища и ВВС МВО, в 1947—1948 — в команде «Спартак». В чемпионате СССР сыграл около 50 матчей, забил 41 шайбу.
В футбол играл за ВВС (1946—1947), дубль московского «Спартака» (1948).
Погиб 7 января 1950 года в авиакатастрофе под Свердловском в составе хоккейной команды ВВС.

## Достижения
Хоккей с шайбой
- Чемпионат СССР

 Серебряный призёр: 1948, 1949